# Blakely (Geòrgia)
Blakely és una població dels Estats Units a l'estat de Geòrgia. Segons el cens del 2000 tenia 5.696 habitants.

## Demografia
Segons el cens del 2000, Blakely tenia 5.696 habitants, 2.060 habitatges, i 1.413 famílies. La densitat de població era de 125,9 habitants per km².
Dels 2.060 habitatges en un 34,5% hi vivien nens de menys de 18 anys, en un 35,5% hi vivien parelles casades, en un 29,2% dones solteres, i en un 31,4% no eren unitats familiars. En el 28% dels habitatges hi vivien persones soles el 13,8% de les quals corresponia a persones de 65 anys o més que vivien soles. El nombre mitjà de persones vivint en cada habitatge era de 2,64 i el nombre mitjà de persones que vivien en cada família era de 3,25.
Per edats la població es repartia de la següent manera: un 31,9% tenia menys de 18 anys, un 8,1% entre 18 i 24, un 24,7% entre 25 i 44, un 18,8% de 45 a 60 i un 16,5% 65 anys o més.
L'edat mediana era de 34 anys. Per cada 100 dones de 18 o més anys hi havia 71,2 homes.
La renda mediana per habitatge era de 20.250 $ i la renda mediana per família de 24.107 $. Els homes tenien una renda mediana de 24.861 $ mentre que les dones 16.116 $. La renda per capita de la població era de 12.012 $. Entorn del 29,6% de les famílies i el 33,6% de la població estaven per davall del llindar de pobresa.

## Poblacions més properes
El següent diagrama mostra les poblacions més properes.